# Graues Mausohr
Das Graue Mausohr (Myotis grisescens) ist eine Fledermausart aus der Familie der Glattnasen (Vespertilionidae), welche in Nordamerika beheimatet ist. Der lateinische Artname bezieht sich auf die Fellfarbe (griseus = ‚grau‘).

## Beschreibung

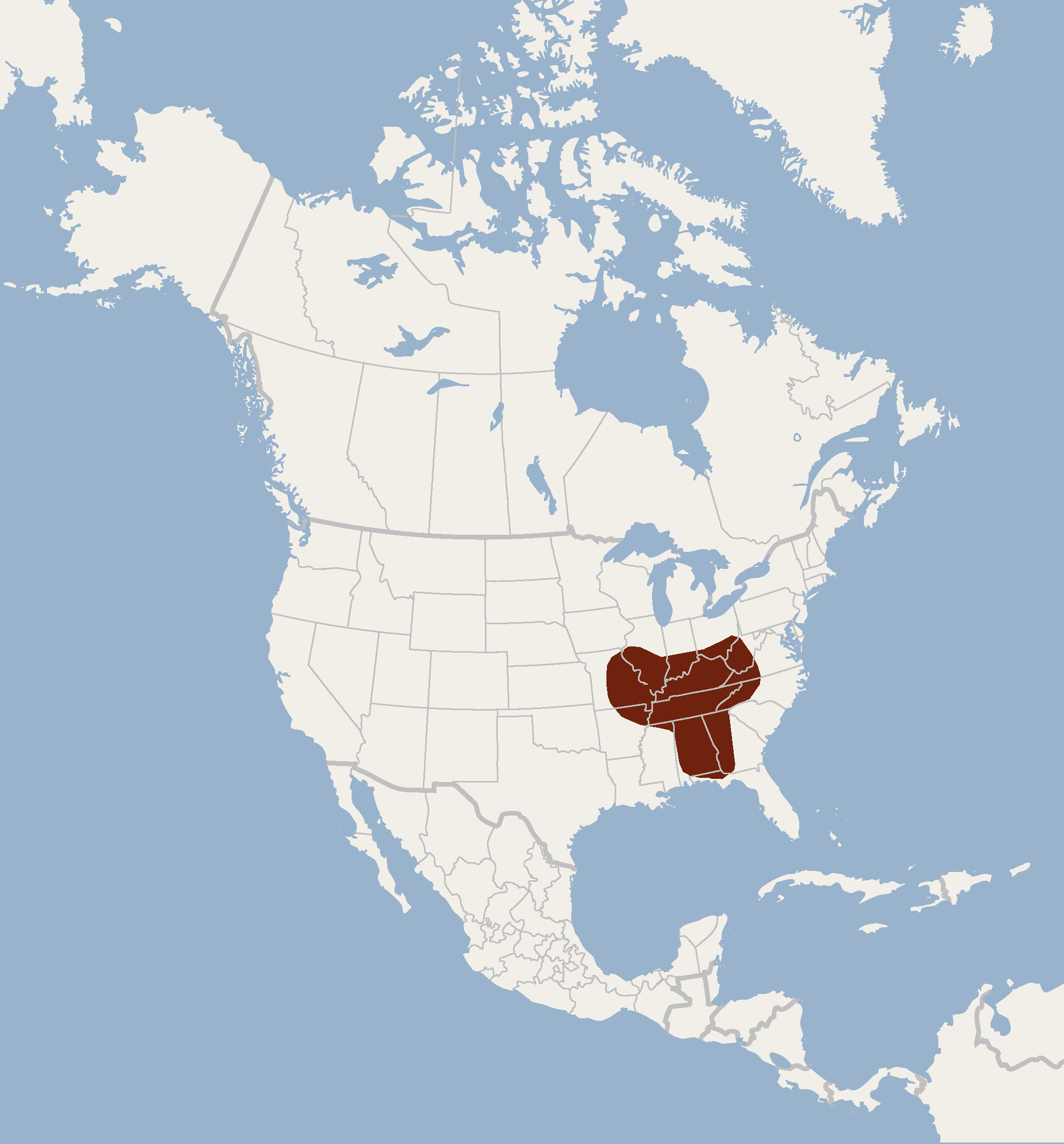
Verbreitungsgebiet des Grauen Mausohrs

Das Graue Mausohr ist mit einer Kopf-Rumpf-Länge von durchschnittlich 49,8 mm, einer Unterarmlänge von 43,4 mm und einem Gewicht von 7,9 bis 13,5 g einer der größten Vertreter dieser Gattung in Nordamerika. Das Graue Mausohr kann am ehesten mit Myotis lucifugus, M. sodalis, M. austroriparius und M. septentrionalis verwechselt werden. Es kann von den anderen Arten jedoch anhand des einheitlich grauen Fells unterschieden werden, sowie daran, dass die Flughaut am Fußgelenk statt am Ansatz der Zehen beginnt und die Klauen der Zehen eine Kerbe aufweisen.

## Lebensweise
Das Graue Mausohr ist wie die meisten Fledermäuse nachtaktiv und ernährt sich von Insekten. Schätzungen zufolge vertilgt eine Kolonie bestehend aus 250.000 Tieren pro Nacht über eine Tonne Insekten. Zu den bevorzugten Beutetieren gehören Käfer, Zweiflügler, Falter, Köcherfliegen und Gleichflügler, wobei gelegentlich auch Schnabelkerfen und Eintagsfliegen gefressen werden. Bei der Jagd produzieren die Tiere frequenz-modulierte Echoortungsrufe mit einer Frequenz von 45 bis 100 kHz, welche für den Menschen nicht hörbar sind. Kurz vor dem Fangen eines Insekts kann die Frequenz jedoch bis zu 15 kHz absinken. Während der Futtersuche legen die Tiere bis zu 52 km zurück, bei einer Fluggeschwindigkeit von durchschnittlichen 20,3 km/h und einer Spitzengeschwindigkeit von 39 km/h. Während des Sommers hängen die Tiere tagsüber in Höhlen mit Temperaturen zwischen 13,9 und 26,3 °C und einer hohen Luftfeuchtigkeit von 86 bis 99 %. Dabei können die Tiere eine Dichte von über 1.800 Individuen pro Quadratmeter erreichen. Bis zum Winter verdoppeln Graue Mausohren ihr Gewicht, wobei die Körpermasse kurz vor dem Winterschlaf bis zu 25 % aus Fettreserven besteht. Das Graue Mausohr bevorzugt für den Winterschlaf besonders kalte Höhlen. Obwohl es in ihrem Verbreitungsgebiet viele Höhlen gibt, welche im Sommer als Schlafplatz genutzt werden, sind doch weniger als 0,1 % zum Überwintern geeignet. Um zu solchen Höhlen zu gelangen migriert das Graue Mausohr im Herbst bis zu 775 km.

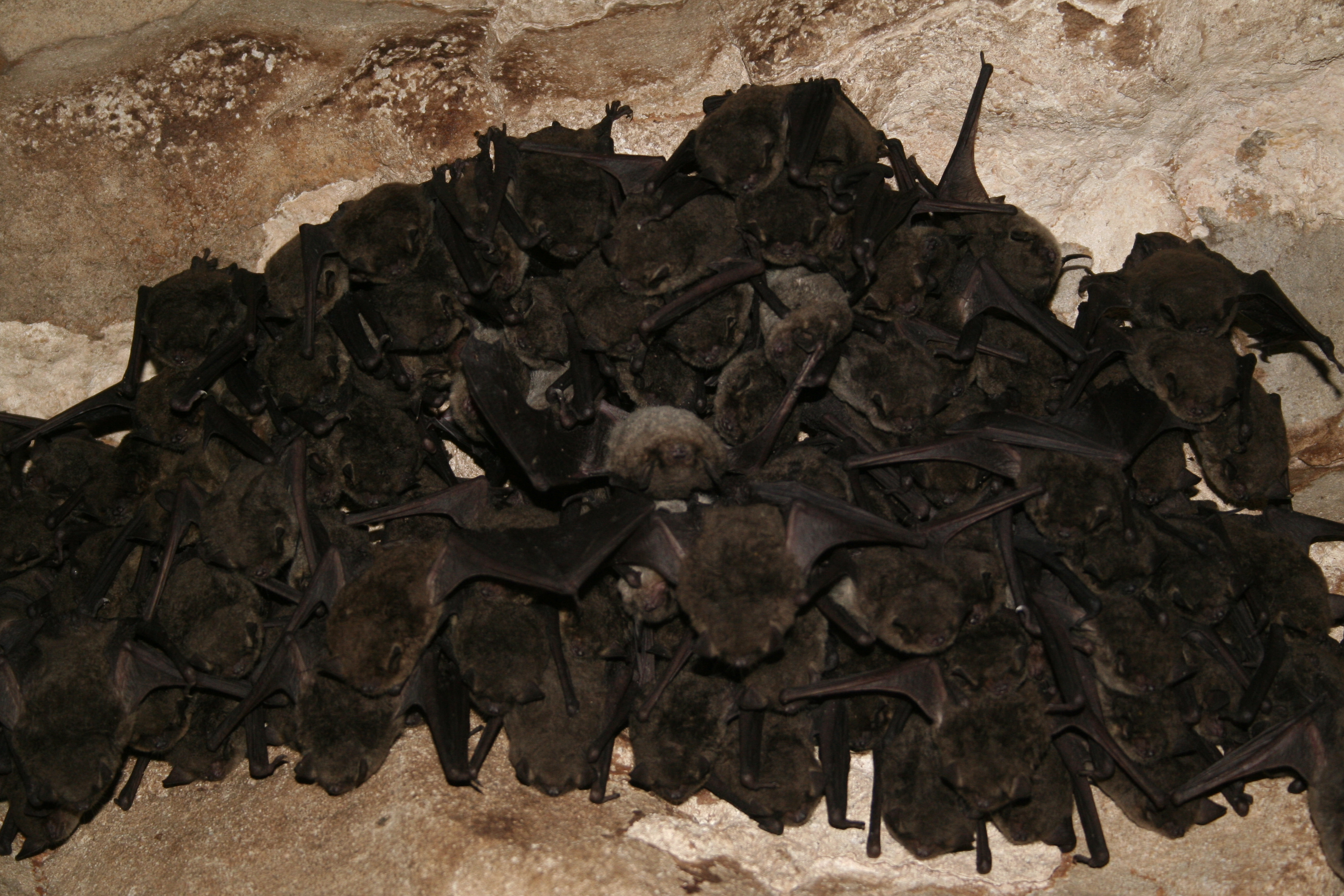
Winterkolonie

Zu den bekannten Fressfeinden gehören Eulen wie die Ost-Kreischeule (Otus asio) und Schlangen wie die Erdnatter (Pantherophis obsoletus). Das älteste bekannte Graue Mausohr wurde 16,5 Jahre alt.

## Fortpflanzung
Graue Mausohren paaren sich im Herbst, wobei die Weibchen die Spermien einlagern. Der Eisprung findet erst im Frühling zwischen März und April statt, woraufhin die Eizelle mit den gelagerten Spermien befruchtet wird. Die Weibchen gebären zwischen Mai und Juni jeweils ein einzelnes Jungtier, wobei sie große Kolonien bestehend aus über 250.000 Individuen bilden können. Das Neugeborene kommt haarlos und mit geschlossenen Augen zur Welt und wiegt im Schnitt 2,9 g. Während der Säugezeit nimmt das Junge pro Tag zwischen 0,17 und 0,22 g zu. Je wärmer die Höhlen sind, desto schneller wachsen die Jungen. Im Alter von 24 bis 33 Tagen unternehmen sie erste Flugversuche.

## Gefährdung und Schutz
Ihr Bestand wird von der IUCN als potentiell gefährdet eingeschätzt. Die IUCN richtet sich diesbezüglich nach Einschätzungen des United States Fish and Wildlife Services, wonach die Populationen zwischen 1960 und 1980 um die Hälfte abnahm. In Missouri waren 1994 nur noch 26 der ursprünglich 66 Winterhöhlen besetzt. Die kommerzielle Nutzung der Höhlen, in denen die Tiere Winterschlaf halten oder ihre Jungen aufziehen, wurde wahrscheinlich für das Graue Mausohr bereits während des Sezessionskriegs zum Problem, als in den Höhlen Fledermausguano zur Gewinnung von Salpeter abgebaut wurde. Etwa 95 % der bekannten Population überwintern heute in acht oder neun Höhlen, wobei die Hälfte in einer einzigen Höhle (der Fern Cave in Alabama) Winterschlaf hält. 90 % dieser Höhlen, sowie viele Höhlen, die von Muttertieren während der Aufzucht der Jungen genutzt werden, sind heute geschützt. Nach Schätzungen der IUCN erholen sich die Populationen, jedoch wird darauf hingewiesen, dass nebst der Zerstörung des Lebensraums auch der Einsatz von Insektiziden die Bestände weiter gefährden könnte. Untersuchungen haben gezeigt, dass die Konzentration von Dieldrin in der Muttermilch des Grauen Mausohrs bis zu 30fach höher sein kann als in Beuteinsekten, und es gibt Nachweise aus Missouri und Alabama, wonach Graue Mausohren an Dieldrin-Vergiftungen gestorben sind. Seit 1974 ist die Nutzung dieses Insektizids in den Vereinigten Staaten verboten, wurde jedoch durch andere giftige Pestizide ersetzt.

## Verbreitung und Lebensraum
Das Graue Mausohr kommt in den Vereinigten Staaten vor. Ihr Verbreitungsgebiet reicht im Westen bis Missouri, im Osten bis Virginia, im Norden bis Illinois, Indiana und Ohio, im Süden bis zum Golf von Mexiko.